# Unione Polisportiva Comunale Graphistudio Tavagnacco 2012-2013
Questa voce raccoglie le informazioni riguardanti l'Unione Polisportiva Comunale Graphistudio Tavagnacco nelle competizioni ufficiali della stagione 2012-2013.

## Stagione
Nella stagione 2012-2013 l'U.P.C. Graphistudio Tavagnacco ha disputato la Serie A, massima serie del campionato italiano femminile di calcio, concludendo al secondo posto con 78 punti conquistati in 30 giornate, frutto di 24 vittorie, 6 pareggi e 0 sconfitte, guadagnando così l'accesso alla UEFA Women's Champions League 2013-2014. Nella Coppa Italia è sceso in campo sin dal primo turno, dove ha eliminato il Vittorio Veneto. Dopo aver eliminato, in sequenza, la Riviera di Romagna, il Castelfranco, il Pordenone e il Napoli, ha raggiunto la finale del torneo. Nella finale, disputatasi a Forlì il 1º giugno 2013, ha superato il Bardolino Verona per 2-0, grazie alle reti realizzate da Ilaria Mauro ed Elisa Camporese.

## Rosa
| N. |                   | Ruolo | Calciatrice        |
| -- | ----------------- | ----- | ------------------ |
|    | Italia (bandiera) | P     | Alice Bonassi      |
|    | Italia (bandiera) | P     | Matilde Copetti    |
|    | Italia (bandiera) | P     | Isotta Guarnieri   |
|    | Italia (bandiera) | P     | Chiara Marchitelli |
|    | Italia (bandiera) | D     | Giulia Basso       |
|    | Italia (bandiera) | D     | Stefania Donà      |
|    | Italia (bandiera) | D     | Lara Laterza       |
|    | Italia (bandiera) | D     | Michela Martinelli |
|    | Italia (bandiera) | D     | Alessandra Miconi  |
|    | Italia (bandiera) | D     | Nenè Nhaga Bissoli |
|    | Italia (bandiera) | D     | Nicole Peressotti  |
|    | Italia (bandiera) | D     | Michela Rodella    |
|    | Italia (bandiera) | D     | Maria Sorvillo     |
|    | Italia (bandiera) | D     | Elena Stabile      |
|    | Italia (bandiera) | D     | Veronica Vinazza   |
|    | Italia (bandiera) | C     | Eleonora Bischi    |
|    | Italia (bandiera) | C     | Sara Bottaccin     |
|    | Italia (bandiera) | C     | Alice Broili       |

| N. |                        | Ruolo | Calciatrice           |
| -- | ---------------------- | ----- | --------------------- |
|    | Italia (bandiera)      | C     | Elisa Camporese       |
|    | Italia (bandiera)      | C     | Sara Di Filippo       |
|    | Stati Uniti (bandiera) | C     | Kacie Oliver          |
|    | Italia (bandiera)      | C     | Francesca Nobile      |
|    | Italia (bandiera)      | C     | Alice Parisi          |
|    | Italia (bandiera)      | C     | Ambra Pochero         |
|    | Italia (bandiera)      | C     | Laura Tommasella      |
|    | Italia (bandiera)      | C     | Alessia Tuttino       |
|    | Italia (bandiera)      | C     | Luisa Usenich         |
|    | Italia (bandiera)      | C     | Sara Veritti          |
|    | Italia (bandiera)      | C     | Maria Zuliani         |
|    | Italia (bandiera)      | A     | Tatiana Bonetti       |
|    | Italia (bandiera)      | A     | Paola Brumana         |
|    | Italia (bandiera)      | A     | Erika Lauriola        |
|    | Italia (bandiera)      | A     | Ilaria Mauro          |
|    | Stati Uniti (bandiera) | A     | Tia Nardella          |
|    | Italia (bandiera)      | A     | Samantha Zandomenichi |
|    | Italia (bandiera)      | A     | Alice Zitter          |

## Risultati

### Serie A

#### Girone di andata
| Arbitro: | Lorenzo Gentile (Seregno) |

|             |           |                                                                            |
| Peretti 67’ | Marcatori | 7’, 63’ Brumana 16’ Zandomenichi 48’ Tuttino 57’ Parisi 74’ (aut.) Nicolis |

| Arbitro: | Massimiliano Rasia (Bassano del Grappa) |

|                |           |              |
| Tommasella 28’ | Marcatori | 38’ Sabatino |

| Arbitro: | Federico Di Giovanni (Brescia) |

|                        |           |                                      |
| Peretti 20’ Brutti 45’ | Marcatori | 28’, 49’, 75’ Pellizzoni 77’ Fusetti |

| Arbitro: | Fabio Cappelletto (Treviso) |

|                                                                            |           |  |
| Mauro 27’, 74’ Tuttino 49’ Zandomenichi 68’ Brumana 70’ Camporese 85’, 86’ | Marcatori |  |

| Arbitro: | Pietro Lattanzi (Milano) |

|  |           |             |
|  | Marcatori | 12’ Brumana |

| Arbitro: | Marco Mezzarobba (Conegliano) |

|                                                    |           |                       |
| Zandomenichi 8’ Brumana 47’, 48’ Parisi 55’ (rig.) | Marcatori | 65’ Salvatori Rinaldi |

| Arbitro: | Gino Garofalo (Torre del Greco) |

|               |           |             |
| Camporese 42’ | Marcatori | 27’ Girelli |

| Arbitro: | Andrea Tursi (San Giovanni Valdarno) |

|  |           |                                                             |
|  | Marcatori | 20’, 43’ Parisi 35’, 73’ Mauro 38’, 42’ Brumana 72’ Tuttino |

| Arbitro: | Davide Pederzolli (Trento) |

|                                                                  |           |  |
| 17’, 18’, 65’ Brumana 35’ Camporese 38’ Parisi 72’ (aut.) Ciarlo | Marcatori |  |

| Arbitro: | Davide Sonetti (Genova) |

|                      |           |                 |
| Carminati 36’ (rig.) | Marcatori | 78’, 88’ Parisi |

| Arbitro: | Matteo Perissinotto (San Donà di Piave) |

|                                         |           |                 |
| Camporese 7’ Zuliani 28’ Tommasella 42’ | Marcatori | 54’, 76’ Pirone |

| Arbitro: | Stefano Zeviani (Legnago) |

|             |           |             |
| Tarenzi 22’ | Marcatori | 90’ Tuttino |

| Arbitro: | Federico Allegro (Padova) |

|             |           |  |
| Brumana 83’ | Marcatori |  |

| Arbitro: | Riccardo Turchet (Pordenone) |

|            |           |                             |
| Cester 63’ | Marcatori | 12’, 28’ Parisi 32’ Brumana |

| Arbitro: | Davide Moro (Schio) |

|             |           |            |
| Brumana 80’ | Marcatori | 18’ Maglia |

#### Girone di ritorno
| Arbitro: | Fabio Cappelletto (Treviso) |

|                         |           |  |
| Mauro 35’ Camporese 70’ | Marcatori |  |

| Arbitro: | Davide Pederzolli (Trento) |

|              |           |                             |
| Sabatino 33’ | Marcatori | 50’ (rig.) Parisi 65’ Mauro |

| Arbitro: | Vito Cernigliaro (Verona) |

|                                                            |           |  |
| Parisi 5’ (rig.), 38’ Oliver 30’ Camporese 71’ Rodella 73’ | Marcatori |  |

| Arbitro: | Emanuele De Luca (Reggio nell'Emilia) |

|          |           |                                                                |
| Lupo 60’ | Marcatori | 10’ Zuliani 15’ Nardella 30’ (rig.), 40’ Camporese 44’ Laterza |

| Arbitro: | Mohamed El Hadi (Rovereto) |

|                         |           |  |
| Brumana 51’ Zuliani 59’ | Marcatori |  |

| Arbitro: | Francesco Luciani (Roma 1) |

|             |           |                                                                         |
| Ferrati 80’ | Marcatori | 15’ Parisi 57’ (aut.) Binazzi 61’ (aut.) Fusini 71’ Brumana 72’ Zuliani |

| Arbitro: | Andrea Giudici (Legnano) |

|          |           |                             |
| Pini 67’ | Marcatori | 66’, 87’ Parisi 90’ Brumana |

| Arbitro: | Marco Mezzarobba (Conegliano) |

|                                            |           |  |
| Brumana 38’, 43’ Camporese 40’ Bissoli 68’ | Marcatori |  |

| Arbitro: | Maurizio Paone (Ercolano) |

|  |           |                         |
|  | Marcatori | 60’ Zuliani 82’ Brumana |

| Arbitro: | Francesca Campagnolo (Bassano del Grappa) |

|                               |           |           |
| Brumana 9’, 64’ Bonetti 90+1’ | Marcatori | 18’ Ricco |

| Arbitro: | Enrico Leo (Roma 2) |

|                   |           |           |
| Lara Barbieri 66’ | Marcatori | 2’ Parisi |

| Arbitro: | Alessandro Capovilla (Verona) |

|                                           |           |  |
| Bonetti 8’, 23’, 78’ Camporese 65’ (rig.) | Marcatori |  |

| Arbitro: | Matteo Campagnolo (Castelfranco Veneto) |

|            |           |                                    |
| Paroni 92’ | Marcatori | 40’ Parisi 56’ Zuliani 80’ Rodella |

| Arbitro: | Luca Zufferli (Udine) |

|                                    |           |  |
| Brumana 20’, 57’ Parisi 83’ (rig.) | Marcatori |  |

| Arbitro: | Valentina Finzi (Foligno) |

|             |           |                  |
| Fuselli 66’ | Marcatori | 27’ (aut.) Motta |

### Coppa Italia

#### Primo turno
| Vittorio Veneto 2 settembre 2012, ore 15:30 CEST Primo turno | Vittorio Veneto | 0 – 2 | Graphistudio Tavagnacco | Stadio Paolo Barison |

#### Secondo turno
| Arbitro: | Francesco Palumbo (Torre Annunziata) |

|                                                 |           |  |
| Parisi 58’ (rig.) Tommasella 90’ Lauriola 90+2’ | Marcatori |  |

#### Ottavi di finale
| Arbitro: | Andrea Tursi (Valdarno) |

|              |           |                                                 |
| Garofalo 47’ | Marcatori | 17’, 21’ Camporese 32’ Zuliani 67’, 77’ Brumana |

#### Quarti di finale
| Arbitro: | Stefano Cortinovis (Bergamo) |

|                                                               |           |                           |
| Brumana 2’, 66’ Mauro 19’ Camporese 21’ Parisi 43’ Bischi 93’ | Marcatori | 68’, 71’ Paroni 78’ Lavia |

#### Semifinale
| Arbitro: | Nicola Zizza (Finale Emilia) |

|                                    |           |  |
| Brumana 7’ Camporese 18’ Mauro 45’ | Marcatori |  |

#### Finale
| Arbitro: | Francesca Campagnolo (Bassano del Grappa) |

|  |           |                        |
|  | Marcatori | 6’ Mauro 61’ Camporese |

## Statistiche

### Statistiche di squadra
| Competizione | Punti | In casa | In casa | In casa | In casa | In casa | In casa | In trasferta | In trasferta | In trasferta | In trasferta | In trasferta | In trasferta | Totale | Totale | Totale | Totale | Totale | Totale | DR  |
| Competizione | Punti | G       | V       | N       | P       | Gf      | Gs      | G            | V            | N            | P            | Gf           | Gs           | G      | V      | N      | P      | Gf     | Gs     | DR  |
| ------------ | ----- | ------- | ------- | ------- | ------- | ------- | ------- | ------------ | ------------ | ------------ | ------------ | ------------ | ------------ | ------ | ------ | ------ | ------ | ------ | ------ | --- |
| Serie A      | 78    | 15      | 12      | 3       | 0       | 47      | 7       | 15           | 12           | 3            | 0            | 48           | 12           | 30     | 24     | 6      | 0      | 95     | 19     | +76 |
| Coppa Italia | -     | 3       | 3       | 0       | 0       | 12      | 3       | 2            | 2            | 0            | 0            | 7            | 1            | 6      | 6      | 0      | 0      | 21     | 4      | +17 |
| Totale       | -     | 18      | 15      | 3       | 0       | 59      | 10      | 17           | 14           | 3            | 0            | 55           | 13           | 36     | 30     | 6      | 0      | 116    | 23     | +93 |

### Statistiche dei giocatori
Presenze e reti.
| Giocatore       | Serie A  | Serie A | Serie A     | Serie A    | Coppa Italia | Coppa Italia | Coppa Italia | Coppa Italia | Totale   | Totale | Totale      | Totale     |
| Giocatore       | Presenze | Reti    | Ammonizioni | Espulsioni | Presenze     | Reti         | Ammonizioni  | Espulsioni   | Presenze | Reti   | Ammonizioni | Espulsioni |
| --------------- | -------- | ------- | ----------- | ---------- | ------------ | ------------ | ------------ | ------------ | -------- | ------ | ----------- | ---------- |
| E. Bischi       | 29       | 0       | 1           | 0          | ?            | ?            | ?            | ?            | 29+      | 0+     | 1+          | 0+         |
| N. Bissoli      | 24       | 1       | 3           | 0          | ?            | ?            | ?            | ?            | 24+      | 1+     | 3+          | 0+         |
| A. Bonassi      | 3        | -1      | 0           | 0          | ?            | ?            | ?            | ?            | 3+       | -1+    | 0+          | 0+         |
| T. Bonetti      | 8        | 4       | 0           | 0          | ?            | ?            | ?            | ?            | 8+       | 4+     | 0+          | 0+         |
| S. Bottaccin    | 3        | 0       | 0           | 0          | ?            | ?            | ?            | ?            | 3+       | 0+     | 0+          | 0+         |
| P. Brumana      | 29       | 27      | 2           | 0          | ?            | ?            | ?            | ?            | 29+      | 27+    | 2+          | 0+         |
| E. Camporese    | 29       | 12      | 6           | 0          | ?            | ?            | ?            | ?            | 29+      | 12+    | 6+          | 0+         |
| M. Copetti      | 0        | 0       | 0           | 0          | ?            | ?            | ?            | ?            | 0+       | 0+     | 0+          | 0+         |
| L. Laterza      | 25       | 1       | 7           | 0          | ?            | ?            | ?            | ?            | 25+      | 1+     | 7+          | 0+         |
| E. Lauriola     | 5        | 0       | 0           | 0          | ?            | ?            | ?            | ?            | 5+       | 0+     | 0+          | 0+         |
| C. Marchitelli  | 30       | -18     | 1           | 0          | ?            | ?            | ?            | ?            | 30+      | -18+   | 1+          | 0+         |
| M. Martinelli   | 26       | 0       | 2           | 0          | ?            | ?            | ?            | ?            | 26+      | 0+     | 2+          | 0+         |
| I. Mauro        | 15       | 6       | 1           | 0          | ?            | ?            | ?            | ?            | 15+      | 6+     | 1+          | 0+         |
| N. Nardella     | 7        | 1       | 0           | 0          | ?            | ?            | ?            | ?            | 7+       | 1+     | 0+          | 0+         |
| F. Nobile       | 1        | 0       | 0           | 0          | ?            | ?            | ?            | ?            | 1+       | 0+     | 0+          | 0+         |
| K. Oliver       | 15       | 1       | 0           | 0          | ?            | ?            | ?            | ?            | 15+      | 1+     | 0+          | 0+         |
| A. Parisi       | 27       | 19      | 6           | 0          | ?            | ?            | ?            | ?            | 27+      | 19+    | 6+          | 0+         |
| N. Peressotti   | 3        | 0       | 0           | 0          | ?            | ?            | ?            | ?            | 3+       | 0+     | 0+          | 0+         |
| A. Pochero      | 11       | 0       | 0           | 0          | ?            | ?            | ?            | ?            | 11+      | 0+     | 0+          | 0+         |
| M. Rodella      | 28       | 2       | 2           | 0          | ?            | ?            | ?            | ?            | 28+      | 2+     | 2+          | 0+         |
| L. Tommasella   | 26       | 2       | 5           | 0          | ?            | ?            | ?            | ?            | 26+      | 2+     | 5+          | 0+         |
| A. Tuttino      | 29       | 5       | 5           | 0          | ?            | ?            | ?            | ?            | 29+      | 5+     | 5+          | 0+         |
| S. Veritti      | 3        | 0       | 0           | 0          | ?            | ?            | ?            | ?            | 3+       | 0+     | 0+          | 0+         |
| S. Zandomenichi | 6        | 3       | 0           | 0          | ?            | ?            | ?            | ?            | 6+       | 3+     | 0+          | 0+         |
| M. Zuliani      | 24       | 6       | 1           | 0          | ?            | ?            | ?            | ?            | 24+      | 6+     | 1+          | 0+         |